# Phytocoris sewardi
Phytocoris sewardi är en insektsart som beskrevs av Bliven 1966. Phytocoris sewardi ingår i släktet Phytocoris och familjen ängsskinnbaggar. Inga underarter finns listade i Catalogue of Life.